# Irving Kahn
Irving Kahn (* 19. Dezember 1905 in Manhattan, New York City; † 24. Februar 2015 ebenda) war ein US-amerikanischer Finanzanalyst. Er war der älteste aktive Vermögensverwalter der Welt, außerdem war er einer der ersten Schüler von Benjamin Graham, dem Erfinder der Value-Investing-Methode. Bis zu seinem Tod war er Vorsitzender der Kahn Brothers Group, Inc.

## Leben
Kahns Eltern waren russisch-jüdische Immigranten. Er besuchte die Schule in der Bronx. Die Ausbildung am City College of New York konnte er nicht beenden, da er im Familienunternehmen gebraucht wurde. Kahn begann 1928 seine Karriere als zweiter Assistent von Benjamin Graham an der Columbia Business School. Im Sommer 1929, wenige Monate vor dem Schwarzen Donnerstag, machte er seinen ersten Leerverkauf. Kahn heiratete 1931 Ruth Perl.
Graham hatte einen solch großen Einfluss auf das Leben von Irving Kahn, dass Kahn seinen dritten Sohn, der im Jahre 1942 geboren wurde, Thomas Graham nannte. 1978 gründete er mit seinen beiden Söhnen Alan und Thomas die Kahn Brothers Group, Inc. Nach dem Stand der SEC vom 9. November 2011 beläuft sich der Wert aller Fonds, die mit dem Unternehmen verbunden sind, auf über 950 Mio. Dollar. Sein Sohn Thomas ist derzeit Präsident der Firma. Kahn war zudem lange Zeit Präsident des New York "Job und Karriere Centers". Zudem unterstützte er die "Jewish Foundation for Education of Women". 2011 starb seine Schwester Helen kurz vor ihrem 110. Geburtstag; im Jahr 2005 war seine andere Schwester Lee im Alter von 101 Jahren gestorben. Sein jüngerer Bruder Peter starb 2014 im Alter von 103 Jahren.
Kahn war noch mit über einhundert Jahren beruflich aktiv. Er lebte in der Upper East Side in Manhattan.